# فيليب ستيغ
فيليب ستيغ (بالإنجليزي:Philip E. Stieg) (من مواليد يوليو 1952) هو طبيب أكاديمي أمريكي وجراح أعصاب. عمل ستيغ كجراح للأعصاب في مستشفى نيويورك-بريسبيتيريان/ ويل كورنيل الطبي منذ عام 2000.

## النشأة
وُلد ستيغ في ميلواكي (ويسكونسن)، وهو الابن الثالث لبيتي وإدوين ستيغ. التحق ستيغ بالمدارس الضيقة للتعليم الابتدائي والثانوي، ثم التحق بجامعة ويسكونسن ماديسون في عام 1970.

## تعليمه
حصل ستيغ على درجة الماجستير في علم الحيوان من جامعة ويسكونسن ماديسون في عام 1974. أكمل ستيغ الدراسات العليا في علم الأعصاب والعلوم العصبية في كلية ألباني الطبية / جامعة الاتحاد، وحصل على درجة دكتوراه في عام 1980. ثم حضر كلية الطب في كلية الطب ويسكونسن في ميلووكي، واستكمال درجة الدكتوراة في الطب في عام 1983.
عمل ستيغ كطبيب مقيم في الجراحة العامة وجراحة الأعصاب في جامعة تكساس في أوستن - كلية الطب الجنوبي الغربي ومستشفى باركلاند التذكاري. بعد ذلك، حصل على زمالة في زرع الخلايا لوظيفة عصبية تصالحية في معهد كارولينسكا في ستوكهولم، السويد.
انضم ستيغ إلى مدرسة طب هارفارد، ومستشفى بريغهام ومستشفى المرأة، ومستشفى الأطفال في بوسطن، ماساتشوستس في عام 1989. طوّر ستيغ عددًا من البحوث في الحماية الدماغية والوظيفة التصالحية، والزرع العصبي، وتجديد الخلايا العصبية بعد السكتة الدماغية، والجراحة الدماغية الوعائية، وجراحة قاعدة الجمجمة. ركزت أبحاثه على آليات الإصابة في الجهاز العصبي المركزي بعد الصدمة وآليات نقل الغشاء الخلوي وآثارها بعد إصابات الدماغ الصادمة.
في عام 2000، عُين ستيغ أستاذ ورئيس قسم جراحة المخ والأعصاب في كلية طب ويل كورنيل في جامعة كورنيل ومستشفى نيويورك-بريسبيتيريان في مدينة نيويورك. وقد أُدرج في منظمة الصحة العالمية في الصحة والخدمات الطبية كواحد من أفضل الأطباء في أمريكا. وقد قام بتأليف أكثر من 100 منشور من المراجع في الأدبيات الطبية، وشارك في تحرير كتاب مدرسي بعنوان التشوهات الشريانية والوريدية تجويف القحف. في عام 2015، تم تعيين ستيغ رئيسا لمؤسسة ورم الدماغ.